# Ceremošnja
Ceremošnja (cyr. Церемошња) – wieś w Serbii, w okręgu braniczewskim, w gminie Kučevo. W 2011 roku liczyła 243 mieszkańców.